# Diplommatina nakashimai
Diplommatina nakashimai is een slakkensoort uit de familie van de Diplommatinidae. De wetenschappelijke naam van de soort werd voor het eerst geldig gepubliceerd in 2015 door Minato.